# قاموس الشريعة الحاوي طرقها الوسيعة
قاموس الشريعة الحاوي طرقها الوسيعة هو أكبر وأطول كتاب في الفقة الأباضي، حيث يتكون الكتاب من 90 مجلد وجزء، وهو من تأليف العلامة جُمَيّل بن خميس السعدي، وقد قام بتأليفه عام  1256هـ/ 1840م.

## كيفية التأليف والمعايير المعتبرة
هذا الكتاب موسوعة في أصول الشريعة وفروعها، وقد جعل المؤلف كتاب بيان الشرع أصلا يبني عليه، فحذف منه التكرار، وخالف بين بعض مسائله في التقديم التأخير، وأضاف إليه كثيرا من مسائل المتقدمين والمتأخرين؛ خصوصا عن العلامة أبي نبهان الخروصي وابنه الشيخ ناصر ابن ابي نبهان الخروصي، كما زاد في بعض اجزائه ما اختاره من كتب مخالفيه في المذهب، وقد نسخ العلامة جميل كتابه بنفسه ثلاث مرات، وقد طُبع أكثر من مرة ولكن لم يطبع كاملا الا مكتبه واحدة وهي مكتبة الجيل الواعد.

## أعمال على قاموس الشريعة
- ناموس الوشيعة في اختصار قاموس الشريعة للشيخ سالم بن حمود السيابي، حاول فيه مؤلفه اختصار كتاب قاموس الشريعة ثم عدل عن ذلك لما رأى ان الامر يطول ولا يحقق المطلوب.
- فهرسة أجزاء قاموس الشريعة اجمالا وتفصيلا، وقد قام بهذا العمل الشيخ سالم بن حمد الحارثي ويتكون هذا الفهرس من 88 صفحة.